# Sindija Bukša
Sindija Bukša (* 14. Dezember 1997 in Valmiera) ist eine lettische Sprinterin.

## Sportliche Laufbahn
Erste internationale Erfahrungen sammelte Sindija Bukša bei den Junioreneuropameisterschaften 2015 im schwedischen Eskilstuna und erreichte dort über 100 und 200 Meter das Halbfinale. 2016 qualifizierte sie sich über 200 Meter für die Juniorenweltmeisterschaften in Bydgoszcz und erreichte dort erneut das Semifinale, in dem sie mit 23,99 s ausschied. 2017 qualifizierte sie sich für die Halleneuropameisterschaften in Belgrad und schied dort mit 7,50 s im 60-Meter-Lauf in der ersten Runde aus. Bei den U23-Europameisterschaften in Bydgoszcz belegte sie über 200 Meter den sechsten Platz und erreichte über 100 Meter das Halbfinale. Mit ihrer neu aufgestellten Bestzeit über 200 Meter bei den U23-Europameisterschaften qualifizierte sie sich für die Weltmeisterschaften in London, bei denen sie mit 23,54 s im Vorlauf ausschied.
Im Jahr darauf nahm sie erstmals an den Europameisterschaften in Berlin teil und erreichte dort das Halbfinale 200 Meter, in dem sie aber nicht mehr an den Start ging. Bei den Halleneuropameisterschaften in Glasgow gelangte sie über 60 Meter bis in das Halbfinale, in dem sie mit 7,42 s ausschied. Über 100 Meter ging sie bei den Europaspielen in Minsk an den Start und wurde dort in 11,62 s Neunte, ehe sie kurz darauf bei den U23-Europameisterschaften in Gävle in 23,24 s die Goldmedaille über 200 Meter gewann und im 100-Meter-Lauf in 11,64 s Rang sieben belegte. Zudem qualifizierte sie sich über 200-Meter-Distanz für die Weltmeisterschaften in Doha, bei denen sie mit 23,53 s aber in der ersten Runde ausschied.
2015 und 2016 sowie 2019 und Lettische Leichtathletik-Meisterschaften 2020 wurde Bukša lettische Meisterin im 100-Meter-Lauf sowie 2016, 2017, 2019 und 2020 über 200 Meter. Zudem wurde sie 2016 und 2020 auch Meisterin mit der 4-mal-100-Meter-Staffel. In der Halle sicherte sie sich die Titel über 60 Meter zwischen 2017 und 2020 und siegte 2017 und 2020 auch über 200 Meter.

## Bestleistungen
- 100 Meter: 11,29 s (+1,1 m/s), 29. Mai 2018 in Riga (lettischer Rekord)
  - 60 Meter (Halle): 7,34 s, 19. Januar 2019 in Kuldīga
- 200 Meter: 23,02 s (+0,9 m/s), 29. Mai 2018 in Riga
  - 200 Meter (Halle): 23,90 s, 1. März 2020 in Kuldīga